# Jyotirlinga

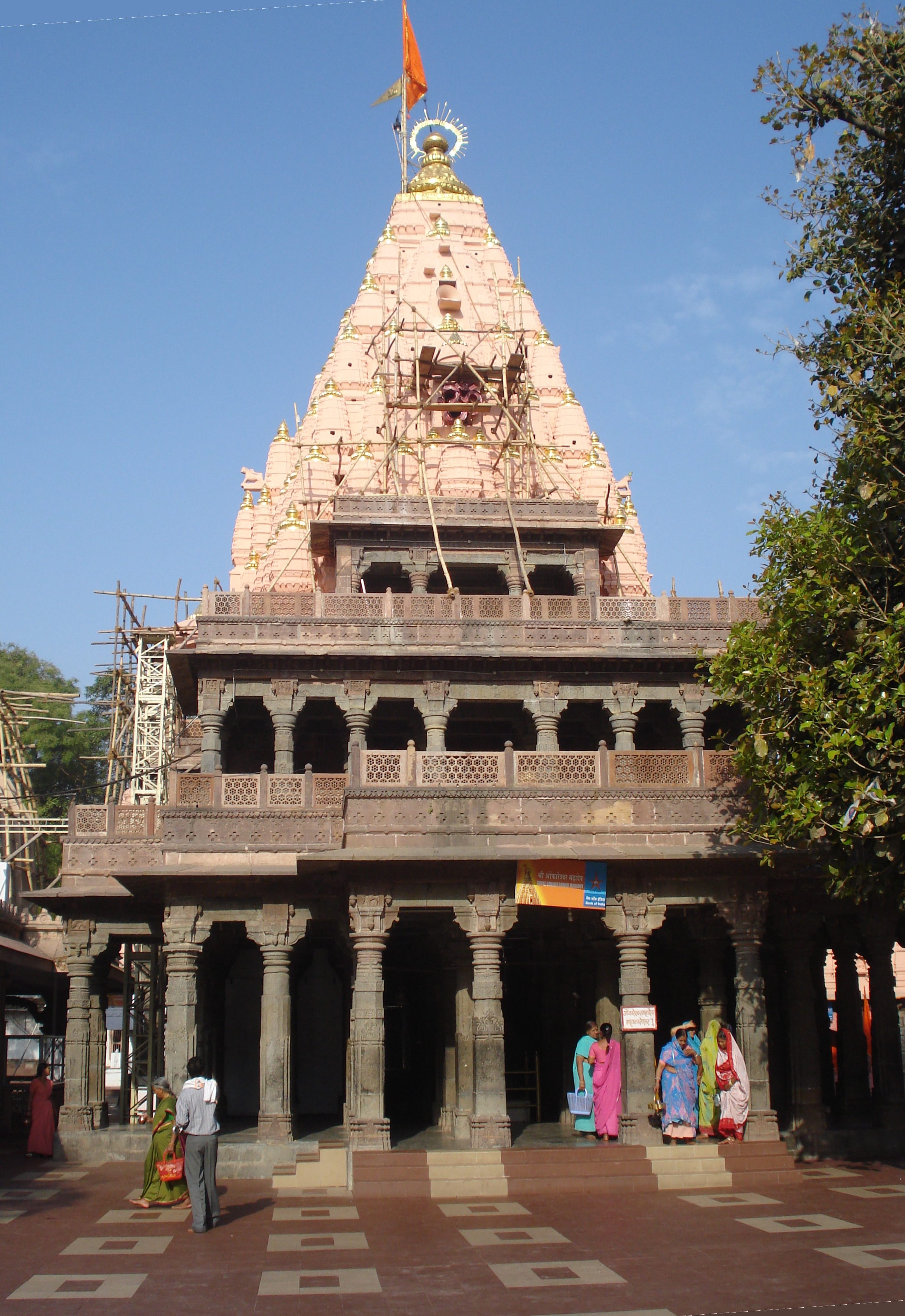
Le d'Ujain.

Un jyotirlinga (lingam de lumière) est un temple hindouiste où le dieu Shiva est adoré sous la forme d'un phallus de pierre. 
En Inde, il existe 12 jyotirlingas traditionnels, lieux de pèlerinage des sectateurs. Les noms et emplacements de ces endroits considérés comme sacrés se trouvent dans le Shata-rudra-samjita (récit des cent Rudras) du Shiva Purana.
Les douze jyotirlingas sont :
1. Somnath (Gujarat)
2. Mallikarjuna à Srisailam (Andhra Pradesh)
3. Mahakaleswar (en) à Ujjain (Madhya Pradesh)
4. Omkareshwar (Madhya Pradesh)
5. Baidyanath à Deoghar (Jharkhand)
6. Bhimashankar à Pune (Maharashtra)
7. Rameshwar à Rameshwaram (Tamil Nadu)
8. Nageshwar à Dwarka (Gujarat)
9. Temple de Kashi Vishwanath à Varanasi (Uttar Pradesh)
10. Tryambakeshwar à Nashik (Maharashtra)
11. Kedarnath (Uttarakhand)
12. Grushneshwar à Ellora près d'Aurangabad (Maharashtra)